# Museu d'Art de Hong Kong
El Museu d'Art de Hong Kong, també conegut per les seves sigles en anglès HKMoA, Hong Kong Museum of Art, és el primer i principal museu d'art de Hong Kong. Està ubicat a Salisbury Road, Tsim Sha Tsui, i està gestionat pel Departament de Serveis Culturals i d'Oci del Govern de Hong Kong.
L'HKMoA té una col·lecció d'art de més de 17.000 peces. L'entrada és gratuïta per a les exposicions permanents. Juntament amb el Hong Kong Arts Center, és un dels més influents centres d'art de Hong Kong.
Té una subseu, el Flagstaff House Museum of Tea Ware, ubicadaal Hong Kong Park, a Central.

## Història
El museu va ser establert com a Museu i Galeria d'Art de la ciutat a l'Ajuntament, pel Consell Urbà el 2 de març de 1962. El 1975, aquest es va dividir en el Museu d'Història de Hong Kong i el Museu d'Art de Hong Kong el juliol de 1975.
El Museu d'Història es va traslladar a Kowloon Park el 1983. L'espai que ocupava fins al moment ara alberga una biblioteca pública. El 1991, es va traslladar a les instal·lacions actuals al número 10 de Salisbury Road, prop del Centre Cultural de Hong Kong i del Museu Espacial de Hong Kong, a Tsim Sha Tsui. El nou museu va ser inaugurat formalment pel governador Chris Patten l'11 de setembre de 1992. El museu va tancar el 3 d'agost de 2015 per una ampliació i renovació que va costar uns 400 milions de dòlars. Es va reobrir el 30 de novembre de 2019.

## Exposicions
El museu canvia les seves exposicions regularment. Les exposicions al museu són principalment de pintures, cal·ligrafies i escultures de Hong Kong, Xina i altres parts del món. També ha col·laborat amb altres museus.
Des de 1975, el museu acull l'Exposició Biennal d'Art de Hong Kong amb el treball d'artistes contemporanis de Hong Kong. Va ser rebatejat com a Premis Biennals d'Art Contemporani de Hong Kong el 2009.

## Directors
- John Warner (1962-1975)
- Tan Zhicheng (1975-1985)
- Tan Zhicheng (1985-1993)
- Zeng Zhuchao (1993-2000)
- Dr. Zhu Jinluan (2001-2006)
- Deng Haichao (2006-2011)
- Tan Meier (2012-2019)
- Mo Jiayong (2019-avui)